# 베로니카 웨브
버로니카 웨브(Veronica Webb, 1965년 2월 25일 ~ )는 미국의 모델, 배우이다.